# Santiago Open 1978
Il Santiago Open 1978 è stato un torneo di tennis giocato sulla terra rossa. È stata la 3ª edizione del Santiago Open che fa del Colgate-Palmolive Grand Prix 1978. Si è giocato a Santiago in Cile dal 4 al 10 dicembre 1978.

## Campioni

### Singolare
José Luis Clerc ha battuto in finale  Víctor Pecci con il punteggio di 3–6, 6–3, 6–1

### Doppio
Hans Gildemeister /  Víctor Pecci hanno battuto in finale  Álvaro Fillol /  Jaime Fillol con il punteggio di 6–4, 6–3